# Chwele
Chwele – miasto w Kenii, w hrabstwie Bungoma. W 2019 liczyło 9797 mieszkańców.